# Katrineholm

Katrineholm es una ciudad de Suecia. Se sitúa en el municipio de Katrineholm en la provincia de Södermanland. En 2018 tenía una población de 24.271 habitantes.

## Personas famosas
- Anette Olzon (cantante)
- Lars Lagerbäck (entrenador de fútbol)
- Hedvig Lindahl (portera de fútbol)